# Ins
Ins (Bernduits: Eiss; Frans: Anet) is een gemeente en plaats in het Zwitserse kanton Bern, en maakt deel uit van het district Seeland.
Ins telt 3.345 inwoners.

## Geboren in Ins
- Albert Anker (1831-1910), kunstschilder

## Externe link

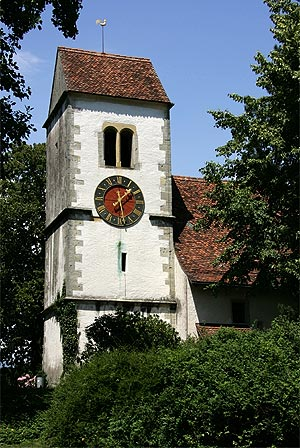
Kerk van Ins.